# アルセーリオ
アルセーリオ（イタリア語: Alserio）は、イタリア共和国ロンバルディア州コモ県にある、人口約1,300人の基礎自治体（コムーネ）。

## 地理

### 位置・広がり
コモ県のコムーネ。県都コモから東南東へ10kmの距離にある。

#### 隣接コムーネ
隣接するコムーネは以下の通り。
- アルバヴィッラ
- アンツァーノ・デル・パルコ
- モングッツォ
- オルセニーゴ

### 地震分類
イタリアの地震リスク階級 (it) では、4 に分類される
。